# Estación Franco da Rocha
La Estación Franco da Rocha fue una estación del sistema de trenes metropolitanos perteneciente a la Línea 7-Rubí, ubicada en el municipio de Franco da Rocha, en la Región Metropolitana de São Paulo.

## Historia
La estación fue inaugurada por la SPR el 1 de febrero de 1888, con el nombre de Juquery. Años después, fue renombrada para Franco da Rocha, en homenaje a Francisco Franco da Rocha, médico responsable por el hospital psiquiátrico de Juqueri.
Luego de pasar por diversas administraciones, la estación forma parte de la línea 7 de CPTM.

## Tabla
| Sigla | Estación        | Inauguración         | Integración               | Plataformas | Posición    | Comentarios                 |
| ----- | --------------- | -------------------- | ------------------------- | ----------- | ----------- | --------------------------- |
| FDR   | Franco da Rocha | 1 de febrero de 1888 | Bilhete Único da SPTrans. | Laterales   | Superficial | Estación original de la SPR |